# 雙三角錐柱
雙三角錐柱是指以三角形為基底的雙角錐柱，其可以由三角柱在兩端各連接一個三角錐來構成。若雙三角錐柱的基底為正三角形，且側面都是正多邊形的話，則這個立體是一種全部由正多邊形組成的立體，為92種詹森多面體中的其中一個，其索引為J14。詹森多面體是凸多面體，面皆由正多邊形組成但不屬於均勻多面體，共有92種。這些立體最早在1966年由諾曼·詹森（Norman Johnson）命名並給予描述。
nirrosula是一種由植物葉子條編織而成的非洲樂器，由一系列細長的雙角錐柱製成，其端蓋的面為不等邊三角形，也就是非正的雙三角錐柱外型的樂器。

## 性質
雙三角錐柱共由9個面、15條邊和8個頂點組成，在其9個面中，有6個三角形面和3個正方形面。在其8個頂點中，有兩種頂點，一種頂點為3個三角形的公共頂點，在頂點圖中可以用[33]來表示，這種頂點有2個、另外一種頂點為2個三角形和2個正方形的公共頂點，在頂點圖中可以用[32,42]來表示，這種頂點有6個。

### 體積與表面積
若一個雙三角錐柱邊長為{\displaystyle a}，則其體積{\displaystyle V}與表面積{\displaystyle A}為：
{\displaystyle V=\left({\frac {1}{12}}\left(2{\sqrt {2}}+3{\sqrt {3}}\right)\right)\cdot a^{3}\approx 0.668715...a^{3}}
{\displaystyle A=\left({\frac {3}{2}}\left(2+{\sqrt {3}}\right)\right)\cdot a^{2}\approx 5.59808...a^{2}}
這樣的雙三角錐柱整體的高{\displaystyle H}為：
{\displaystyle H={\frac {3+2{\sqrt {6}}}{3}}\cdot a\approx 2.63299...a}

### 頂點座標
若一個雙三角錐柱邊長為單位長，且幾何中心位於原點，則其頂點座標為：
{\displaystyle \left(\pm {\frac {1}{2}},\,-{\frac {\sqrt {3}}{6}},\,\pm {\frac {1}{2}}\right)}
{\displaystyle \left(0,\,{\frac {\sqrt {3}}{3}},\,\pm {\frac {1}{2}}\right)}
{\displaystyle \left(0,\,0,\,\pm {\frac {3+2{\sqrt {6}}}{6}}\right)}

## 對偶多面體
雙三角錐柱的對偶多面體為雙三角錐台，其由8個面組成，分別為6個梯形和2個三角形。
| 雙三角錐柱的對偶多面體 | 對偶多面體的展開圖 |
| ---------------------- | ------------------ |
|                        |                    |